# Division d'Honneur (Guadalupa)
La Division d'Honneur è il campionato calcistico di massima serie in Guadalupa. Venne creato nel 1954. Vi partecipano 14 squadre. Le ultime tre retrocedono nel Championnat de Promotion Honneur Régionale.
Nonostante sia una competizione CONCACAF negli anni recenti nessuna delle squadre della Guadalupa ha preso parte alla Copa Interclubes CFU o alla CONCACAF Champions' Cup (l'ultima loro apparizione in queste competizioni fu nella Copa Interclubes CFU 1998).

## Guadeloupe Division d'Honneur 2013-2014
- AJSS
- Gosier (Le Gosier)
- Amical (Capesterre-Belle-Eau)
- Capesterrien (Relegated) (Capesterre-Belle-Eau)
- Moulien (Le Moule)
- Vieux-Habitants (Relegated) (Vieux-Habitants)
- Juventus SA (Sainte-Anne)
- Étoile de Morne (Morne-à-l'Eau)
- La Gauloise (Basse-Terre)
- Basse-Terre (Basse-Terre)
- Red Star (Baie Mahault)
- Siroco (Abymes)
- Baie-Mahault (Baie-Mahault)
- Sainte-Rose (Sainte-Rose)

## Albo d'oro
- 1952:  Red Star
- 1953:  Moulien
- 1954:  Arsenal
- 1955:  Moulien
- 1956:  Moulien
- 1957:  Capesterrien
- 1958: Sconosciuto
- 1959: Sconosciuto
- 1960:  La Gauloise
- 1961: Sconosciuto
- 1962:  Capesterrien
- 1963:  Cygne Noir
- 1964:  Capesterrien
- 1965:  Moulien
- 1966:  Red Star
- 1967:  Juventus SA
- 1968:  Basse-Terre
- 1969:  Juventus SA
- 1970:  Red Star
- 1971:  La Gauloise
- 1972:  Cygne Noir
- 1973:  Juventus SA

- 1974:  Juventus SA
- 1975:  Juventus SA
- 1976:  Juventus SA
- 1977:  La Gauloise
- 1978:  La Gauloise
- 1979:  Juventus SA
- 1980:  Étoile de Morne
- 1981:  Étoile de Morne
- 1982:  Étoile de Morne
- 1983:  Cygne Noir
- 1984:  Capesterre
- 1985:  Moulien
- 1986:  Ansoise
- 1987:  Ansoise
- 1988:  Solidarité
- 1989:  Zénith
- 1990:  Solidarité
- 1991:  Solidarité
- 1992:  Solidarité
- 1993:  Solidarité
- 1994:  Jeunesse

- 1995:  Arsenal
- 1996:  Étoile de Morne
- 1997:  Étoile de Morne
- 1998:  Étoile de Morne
- 1999:  Basse-Terre
- 2000:  Juventus SA
- 2001:  Étoile de Morne
- 2002:  Étoile de Morne
- 2003:  Phare
- 2004:  Basse-Terre
- 2005:  Gosier
- 2006:  Vieux-Habitants
- 2007:  Étoile de Morne
- 2008:  Evolucas
- 2008/09:  Moulien
- 2009/10:  Vieux-Habitants
- 2010/11:  Moulien
- 2011/12:  AJSS
- 2012-2013:  Moulien
- 2013-2014:  Moulien
- 2014-2015:  Moulien

- 2015-2016:  Sainte-Rose
- 2016-2017:  Sainte-Rose
- 2017-2018:  Moulien
- 2018-2019:  Amical
- 2019-2020:  Gosier
- 2020-2021:  Gosier
- 2021-2022:  Solidarité
- 2022-2023:  Moulien
- 2023-2024:  Moulien
- 2024-2025:  Moulien

## Titoli per squadra
| Club                                | Campione | Stagioni                                                                           |
| ----------------------------------- | -------- | ---------------------------------------------------------------------------------- |
| Moulien (Le Moule)                  | 14       | 1953, 1955, 1956, 1965, 1985, 2009, 2011, 2013, 2014, 2015, 2018, 2023, 2024, 2025 |
| Étoile de Morne (Morne-à-l'Eau)     | 9        | 1980, 1981, 1982, 1996, 1997, 1998, 2001, 2002, 2007                               |
| Juventus SA (Sainte-Anne)           | 8        | 1967, 1969, 1973, 1974, 1975, 1976, 1979, 2000                                     |
| Solidarité (Pointe-à-Pitre)         | 6        | 1988, 1990, 1991, 1992, 1993, 2022                                                 |
| La Gauloise                         | 4        | 1960, 1971, 1977, 1978                                                             |
| Gosier (Gosier)                     | 3        | 2005, 2020, 2021                                                                   |
| Basse-Terre (Basse-Terre)           | 3        | 1968, 1999, 2004                                                                   |
| Cygne Noir (Basse-Terre)            | 3        | 1963, 1972, 1983                                                                   |
| Red Star (Pointe-à-Pitre)           | 3        | 1952, 1966, 1970                                                                   |
| Capesterrien (Capesterre Belle-eau) | 3        | 1957, 1962, 1964                                                                   |
| Vieux-Habitants                     | 2        | 2006, 2010                                                                         |
| Arsenal                             | 2        | 1954, 1995                                                                         |
| Ansoise (Anse-Bertrand)             | 2        | 1986, 1987                                                                         |
| Sainte-Rose                         | 2        | 2016, 2017                                                                         |
| Amical                              | 1        | 2019                                                                               |
| AJSS                                | 1        | 2012                                                                               |
| Evolucas (Petit-Bourg)              | 1        | 2008                                                                               |
| Phare (Petit-Canal)                 | 1        | 2003                                                                               |
| Jeunesse (Trois-Rivières)           | 1        | 1994                                                                               |
| Zénith (Morne-à-l'Eau)              | 1        | 1989                                                                               |
| Capesterre                          | 1        | 1984                                                                               |